# Мордорф (Штайнбург)
Мордорф (нем. Moordorf) — посёлок в Германии, в земле Шлезвиг-Гольштейн. 
Входит в состав района Штайнбург. Подчиняется управлению Брайтенбург. Население 16 чел. Занимает площадь 4,74 км². Официальный код  —  01 0 61 069.